# Новий Камень (Підкарпатське воєводство)
Новий Камень (пол. Nowy Kamień) — село в Польщі, у гміні Камень Ряшівського повіту Підкарпатського воєводства.
Населення — 938 осіб (2011).
У 1975-1998 роках село належало до Ряшівського воєводства.

## Демографія
Демографічна структура станом на 31 березня 2011 року:
|          | Загалом | Допрацездатний вік | Працездатний вік | Постпрацездатний вік |
| -------- | ------- | ------------------ | ---------------- | -------------------- |
| Чоловіки | 489     | 110                | 328              | 51                   |
| Жінки    | 449     | 82                 | 280              | 87                   |
| Разом    | 938     | 192                | 608              | 138                  |